# Эт-Тукба
Аль-Тукба (араб. الثقبة‎, произносится «ат-Тугба») — один из крупнейших пригородов города Эль-Хубар в Восточной провинции Саудовской Аравии. Население составляет 238 066 человек.
Город Эт-Тукба является частью административного округа (провинции, эмирата) Эш-Шаркия. Он занимает 18 место по численности населения в своей стране (Саудовская Аравия), 6 место в регионе (административный округ Эш-Шаркия. Дата основания поселения или первого упоминания неизвестны. Он расположен недалеко от государственной границы, в соседях Бахрейн, Катар.